# Вейнсвілл (Північна Кароліна)
Вейнсвілл (англ. Waynesville) — місто (англ. town) в США, в окрузі Гейвуд штату Північна Кароліна. Населення — 10 140 осіб (2020).

## Географія
Вейнсвілл розташований за координатами 35°29′8″ пн. ш. 82°59′58″ зх. д. / 35.48556° пн. ш. 82.99944° зх. д. (35.485571, -82.999580).  За даними Бюро перепису населення США в 2010 році місто мало площу 23,11 км², уся площа — суходіл.

### Клімат
| Клімат : Вейнсвілл                | Клімат : Вейнсвілл | Клімат : Вейнсвілл | Клімат : Вейнсвілл | Клімат : Вейнсвілл | Клімат : Вейнсвілл | Клімат : Вейнсвілл | Клімат : Вейнсвілл | Клімат : Вейнсвілл | Клімат : Вейнсвілл | Клімат : Вейнсвілл | Клімат : Вейнсвілл | Клімат : Вейнсвілл | Клімат : Вейнсвілл |
| Показник                          | Січ.               | Лют.               | Бер.               | Квіт.              | Трав.              | Черв.              | Лип.               | Серп.              | Вер.               | Жовт.              | Лист.              | Груд.              | Рік                |
| Абсолютний максимум, °C           | 25,6               | 26,1               | 31,7               | 31,7               | 33,3               | 36,7               | 36,7               | 35,6               | 33,3               | 32,2               | 28,3               | 25,6               | 36,7               |
| Середній максимум, °C             | 9,4                | 11,3               | 15,3               | 19,8               | 23,8               | 27,2               | 28,6               | 28,2               | 25,0               | 20,6               | 15,6               | 10,6               | 19,6               |
| Середній мінімум, °C              | −4,8               | −3,3               | 0,0                | 3,8                | 8,4                | 12,9               | 15,1               | 14,8               | 10,9               | 4,7                | −0,2               | −3,6               | 4,9                |
| Абсолютний мінімум, °C            | −30                | −26,7              | −22,2              | −9,4               | −4,4               | −0,6               | 4,4                | 3,3                | −2,8               | −11,1              | −17,8              | −22,2              | −30                |
| Норма опадів, мм                  | 110                | 114                | 112                | 96                 | 109                | 103                | 94                 | 107                | 100                | 67                 | 95                 | 103                | 1209               |
| Днів з опадами                    | 10,7               | 10,7               | 11,7               | 11,5               | 12,6               | 13,0               | 14,1               | 12,6               | 10,1               | 8,4                | 10,1               | 11,0               | 136,5              |
| Днів зі снігом                    | 2,1                | 2,1                | 1,2                | 0,3                | 0                  | 0                  | 0                  | 0                  | 0                  | 0                  | 0,4                | 1,4                | 7,6                |
| --------------------------------- | ------------------ | ------------------ | ------------------ | ------------------ | ------------------ | ------------------ | ------------------ | ------------------ | ------------------ | ------------------ | ------------------ | ------------------ | ------------------ |
| Джерело: NOAA (normals 1981−2010) |                    |                    |                    |                    |                    |                    |                    |                    |                    |                    |                    |                    |                    |

## Демографія
Згідно з переписом 2010 року, у місті мешкало 9869 осіб у 4426 домогосподарствах у складі 2524 родин. Густота населення становила 427 осіб/км².  Було 5534 помешкання (239/км²).
Расовий склад населення:
| - 92,4 % — білих - 2,4 % — чорних або афроамериканців - 0,6 % — корінних американців - 0,4 % — азіатів - 0,1 % — вихідців з тихоокеанських островів - 2,9 % — осіб інших рас |

До двох чи більше рас належало 1,3 %. Частка іспаномовних становила 5,7 % від усіх жителів.
За віковим діапазоном населення розподілялося таким чином: 17,8 % — особи молодші 18 років, 57,6 % — особи у віці 18—64 років, 24,6 % — особи у віці 65 років та старші. Медіана віку мешканця становила 46,7 року. На 100 осіб жіночої статі у місті припадало 87,4 чоловіків;  на 100 жінок у віці від 18 років та старших — 85,8 чоловіків також старших 18 років.
Середній дохід на одне домашнє господарство  становив 52 260 доларів США (медіана — 36 473), а середній дохід на одну сім'ю — 67 955 доларів (медіана — 52 239). Медіана доходів становила 42 405 доларів для чоловіків та 37 087 доларів для жінок. За межею бідності перебувало 18,6 % осіб, у тому числі 28,2 % дітей у віці до 18 років та 13,9 % осіб у віці 65 років та старших.
Цивільне працевлаштоване населення становило 3858 осіб. Основні галузі зайнятості: освіта, охорона здоров'я та соціальна допомога — 24,9 %, мистецтво, розваги та відпочинок — 14,2 %, роздрібна торгівля — 13,8 %.